# Carèlia Meridional
La Regió de Carèlia Meridional és una regió (maakunta / landskap) de Finlàndia. Limita amb les regions de Kymenlaakso, Savònia del Sud, Carèlia Septentrional i Rússia. El terme "Carèlia Meridional" també pot fer referència a les parts meridionals de Carèlia — la Regió de Carèlia Meridional s'anomena "Meridional" per ser la part més meridional de Carèlia a territori finlandès. La capital és Lappeenranta.
Segons el cens de 2023 aquesta regió compta amb un total de 125.162 habitants.
La major meravella natural de Carèlia meridional consisteix en els divisors paral·lels anomenats Salpausselkä, que creuen la regió, i les seves grans formacions de vora. En el seu punt més pronunciat, el divisor s'enfonsa al llac Saimaa al poble de Kyläniemi de Taipalsaari.

## Municipis
Carèlia Meridional es divideix en 14 municipis.
| - Imatra - Lappeenranta - Lemi - Luumäki - Parikkala | - Rautjärvi - Ruokolahti - Savitaipale - Taipalsaari |  |